# Ізотерма ван дер Ваальса
Ізотерма ван дер Ваальса, (рос. изотерма Ван-дер-Ваальса; англ. Van der Waals isotherm; нім. Van-der-Waals-Isotherme f) — ізотерма, що описує залежність між тиском та об'ємом реального газу при постійній температурі за допомогою рівняння ван дер Ваальса .